# Fjørgyn
Fjørgyn, Hlodyn eller Jord (norrønt: Fjörgynn, Hlodyn el. Jörð) var en gudinde, der i nordisk mytologi repræsenterede landjorden; dvs. den del af verdensaltet, der ikke hørte til himmelhvælvet eller underverdenen. Hlodyn var sandsynligvis et andet navn for denne guddom. "Fjørgyn" betyder også jord på vestnordisk, mens formen stammer, da det betyder "jord" på Jarð var udbredt på østnordisk, som bl.a. dansk stammer fra.
Vi ved kun meget lidt om Fjørgyns rolle i nordisk religion, i de skriftlige kilder bliver hun udelukkende omtalt i sin egenskab af at være Odins frille eller hustru og mor til Thor. Der kendes ingen overleveringer til en religiøs dyrkelse af hende, og vi har heller ingen levn til myter, hvor hun optrådte. Hun var tilsyneladende af jætteslægt, men blev opfattet som en gudinde på samme vis, som de andre jættekvinder, der dannede par med en gud. I forskellig tekster omtales Thor enten son Fjørgyns eller Hlodyns søn, hvilket må betyde at de to navne betegner den samme guddom.

## Oprindelse
Jörð var i de nordiske sprog et almindeligt brugt ord for jorden, og det er ophav til ord med samme betydning i alle moderne nordiske sprog; på islandsk bruges fortsat formen jörð, på færøsk jørð og på dansk, svensk og norsk jord. Det engelske "earth" er kognat gennem det oldengelske eorðe, ligesom det tyske Erde. På oldengelsk betød firgen bjerge, ligesom fairguni på gotisk, disse ord har samme rod som Fjørgyn. Navnet på den baltiske tordengud Perkunas kan også have samme indoeuropæiske rod, denne forbindelse er dog stærkt usikker.
På fem romerske steler fra Germania inferior og Frisland er navnet Hludana blevet indhugget, hvilket kan være en ældre og latiniseret form af Hlôdyn. Udover Frigg er Fjørgyn den eneste deciderede moderfigur i nordisk mytologi, men vi har ikke kendskab til nogen form for kult og dyrkelse af hende.

## Vidnesbyrd

### Gylfaginning
I Gylfaginning, der udgår første del af Yngre Edda, beskrives Jörð som én af Odins friller, et forhold, der resulterede i sønnen Thor. Hun var datter af Nótt og hendes anden mand, Annar. Det navn betyder den anden, og kan derfor være en hentydning til Odin, da Jorden i det foregående kapitel omtales som hans datter og hustru. Jörðs søskende på sin moders side var Auð og Dagr.

### Völuspá
I digtet Völuspá kaldes Thor den stærke, Søn af Hlodyn.

### Skáldskaparmál
I Snorre Sturlasons Skáldskaparmál beskrives Fjørgyn som både Friggs, Rindrs og Gunløds rivalinde, dvs. de kvindelige magter Odin havde haft et seksuelt forhold til i myterne i Yngre Edda.

### Skjaldedigte
Fjørgyns navne optræder i flere af skjaldedigtene som poetisk navn for landjorden og som kenning for Thor, fx i formen Jordens søn.

## Fjørgyn og Fjørgynn
I eddadigtet Lokasenna benævner Loke Frigg som Fjörgyns mær, (Fjørgynns datter) det er en maskulin form af navnet Fjørgyn. Denne ellers ukendte guddom optræder ligeledes i Gylfaginning (kap. 9) og Skáldskaparmál (kap. 19) Det er derfor blevet foreslået, at de to guder tidligere har fungeret som et guddommeligt par i en frugtbarhedskult ligesom Frej og Freja i en kendte mytologi og de hypotetiske par Njord og Nerthus og Ullr og Ullin. Der findes dog ingen direkte spor efter et sådant par.

## Wagner
I Richard Wagners operacyklus Der Ring des Nibelungen hedder jordens gudinde Erda, hun er sammen med Wotan Brünnhildes og nornernes moder, dette er dog fuldstændigt Wagners egen opfindelse.